# Heinz Fenrich

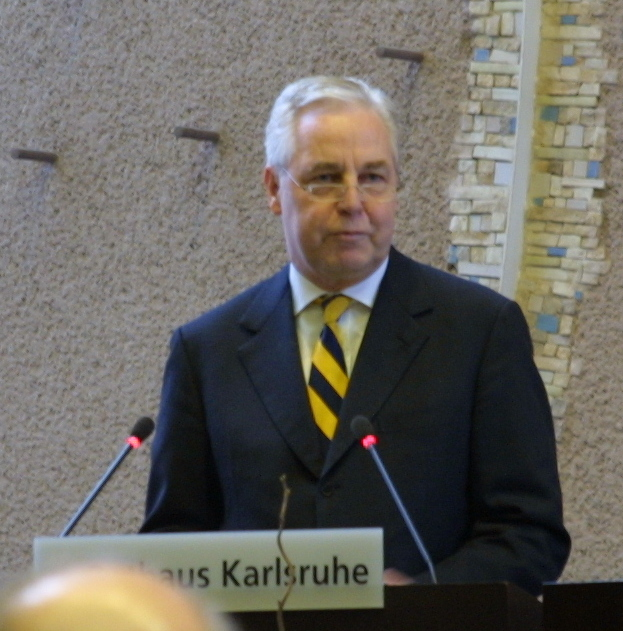
Heinz Fenrich im Dezember 2008

Heinz Fenrich (* 9. Februar 1945 in Unteröwisheim, heute Kraichtal) ist ein deutscher Politiker der CDU und war von 1998 bis 2013 Oberbürgermeister der Stadt Karlsruhe.

## Ausbildung und Beruf
Heinz Fenrich absolvierte eine Ausbildung zum Diplom-Finanzwirt und war seit 1967 im Finanzbereich für das Land Baden-Württemberg tätig. Von 1970 bis 1973 war er im Landesparlament aktiv, wechselte dann aber 1974 in den Dienst einer Bank.

## Politische Tätigkeit
Für die CDU war er als Vorsitzender des Ortsverbandes Karlsruhe-Weststadt seit 1977 tätig. 1980 wurde er in den Gemeinderat von Karlsruhe gewählt und amtierte seit 1991 als einer von mehreren Bürgermeistern der Stadt, unter anderem zuständig für Schulen und öffentlichen Nahverkehr.
1998 trat Heinz Fenrich zur Oberbürgermeisterwahl an. Im ersten Wahlgang am 5. Juli erreichte er mit 40.534 Stimmen (39,8 %) den ersten Rang und konnte sich auch in der Stichwahl am 19. Juli klar mit rund 46 % durchsetzen. 2006 wurde er mit 55,5 % im ersten Wahlgang wiedergewählt. Wegen Erreichens der Altersgrenze von 68 Jahren endete seine zweite Amtsperiode am 28. Februar 2013, bei der Verabschiedung wurde ihm die Ehrenbürgerwürde der Stadt Karlsruhe verliehen. Sein Nachfolger Frank Mentrup wurde in der Gemeinderatssitzung am 1. März 2013 eingeführt.

## Sonstige Ämter, Ehrungen und Auszeichnungen
Heinz Fenrich war außerdem Vorsitzender des Verbands Technologieregion Karlsruhe, Präsidiumsmitglied des Deutschen Städtetages und Vorstandsmitglied des Städtetages Baden-Württemberg. 2005 wurde ihm die Verdienstmedaille des Landes Baden-Württemberg verliehen.
2003 erhielt er die Demokratie-Gurke des Vereins Mehr Demokratie angesichts eines Bürgerentscheids im September 2002, bei dem zwei Entscheidungen miteinander gekoppelt wurden.
Im Mai 2013 erhielt er das Verdienstkreuz 1. Klasse der Bundesrepublik Deutschland.

## Familie und Privates
Heinz Fenrich ist seit 1970 mit Gabriele Fenrich verheiratet und hat eine Tochter. Seine jüngere Schwester Ellen Fenrich war Mitglied der AfD-Gemeinderatsfraktion Karlsruhe, sie verließ die Fraktion im April 2023 und war bis zum Ende der Legislaturperiode 2024 parteiloses Mitglied.